# Francesco Guardi
(dal Catalogo di quadri esistente in casa del Sig. Don Giovanni Dr. Vanelli, 1790)
Francesco Lazzaro Guardi (Venezia, 5 ottobre 1712 – Venezia, 1º gennaio 1793) è stato un pittore italiano, cittadino della Repubblica di Venezia.
Guardi, al contrario del contemporaneo e concittadino Canaletto, non mira, nelle sue pitture, a risultati di nitida percezione, ma propone un'interpretazione del dato reale soggettiva ed evocativa, realizzando immagini di città evanescenti e irreali e raggiungendo a volte una sensibilità definibile pre-romantica, grazie allo sfaldamento delle forme e a malinconiche penombre.

## Biografia
Francesco Lazzaro Guardi, figlio del pittore Domenico Guardi (1678–1716) e di Maria Claudia Pichler, viene battezzato il 5 ottobre 1712 nella chiesa veneziana di Santa Maria Formosa; entrambi i genitori appartengono alla piccola nobiltà trentina di Mastellina in Val di Sole. Il padre muore il 16 ottobre 1716 lasciando la vedova e i figli Gianantonio, Maria Cecilia, Francesco e Nicolò: il primogenito Gianantonio eredita la bottega paterna; la secondogenita Maria Cecilia sposa il 21 novembre 1719 il grande pittore Giovanni Battista Tiepolo.

### L'apprendistato con il fratello
La prima notizia sull'attività artistica di Francesco risale al 15 dicembre 1731, quando il conte veneziano Giovanni Benedetto Giovannelli cita nel suo testamento quadri eseguiti dai fratelli Guardi; secondo il Morassi, nella bottega del fratello, Francesco apprende "quella pittura illusionistica, cioè tutta a strappi e sfregature a macchie, la quale non indulgeva punto allo studio del disegno in senso accademico e dei volumi ben definiti, per affidare tutto il suo peso agli effetti luministici in un'atmosfera estremamente variata".
Verso il 1735 sarebbe passato nella bottega di Michele Marieschi, pittore di vedute e di capricci, architetto e quadraturista, rimanendovi fino alla morte di questi nel 1743. Al 13 ottobre 1738 risale la prima notizia riguardante l'opera di Francesco Guardi, fornita da don Pietro Antonio Guardi, parroco di Vigo d'Anaunia (Trento), e zio di Gianantonio e Francesco, che attesta la consegna nella sua parrocchia di tre lunette, giunte da Venezia e opera dei suoi due nipoti.
Francesco lavora insieme con il fratello maggiore Gianantonio, a quest'epoca molto più quotato, circostanza che rende disagevole distinguere con precisione, seppure ve ne siano, le opere che gli possono essere interamente attribuite. Viene datata intorno al 1740 la prima opera firmata, un Santo adorante l'Eucaristia, copia parziale e reinterpretata, secondo i canoni di Federico Bencovich, della pala del Piazzetta dei Santi Giacinto, Lorenzo e Bertrando del 1739 nella chiesa dei Gesuati.
Francesco trae dal Bencovich una lettura drammatica e pateticamente espressionistica, un santo "bruciante di un'estasi macerata, quasi aggressiva" (Ragghianti), costruendo la figura in forte rilievo plastico pur mantenendo una nervosa vibrazione di tocco. È la stessa pennellata vibrante che costruisce il vasto paesaggio della Burrasca di Zurigo, recuperando, con il tramite di Salvator Rosa e di Marco Ricci, e caricando di un impulso espressivo sconosciuto un tema prediletto della cultura olandese del Seicento.
Non prima del 1747 si possono datare due tavole di figure allegoriche, interpretate come La Carità e La Speranza, ora al Ringling Museum di Sarasota. Dal 1750 al 1752 vengono dipinte sette tele nel parapetto della cantoria della chiesa veneziana dell'Angelo Raffaele rappresentanti le Storie di Tobiolo; da tempo attribuite a Ludovico Dorigny, poi a Gianantonio Guardi, questi straordinari capolavori vengono attribuiti nel 1919 a Francesco dallo storico dell'arte Giuseppe Fiocco, attribuzione poi variamente confermata o contestata da altri studiosi che vi vedono ora la paternità di Gianantonio Guardi, ora una collaborazione dei due fratelli: attualmente è nuovamente prevalente l'attribuzione a Gianantonio.
Alla produzione di figure alterna quella di vedute e capricci, mantenendo la stesura pittorica trepidante, tipica del fratello, e disponendola in un'impalcatura formale coerente ma maggiormente variegata, con l'articolazione di profili figurativi zigzaganti e un tono sentimentale teso e introspettivo. Nelle vedute giovanili, come la Piazza San Marco di Londra e la Veduta di San Giorgio di Glasgow, è attento sia all'esempio del Canaletto che a quello di Luca Carlevarijs.
Il 15 febbraio 1757 Francesco sposa Maria Mathea Pagani, figlia del defunto pittore Matteo Pagani, nata il 19 maggio 1726. Il 22 gennaio 1760 muore Gianantonio Guardi; il 25 agosto nasce Vincenzo, il primo figlio di Francesco, il quale s'iscrive l'anno dopo nella Fraglia dei pittori veneziani.

### Pittore indipendente
Nel 1763 lavora a Murano, nella chiesa di San Pietro Martire, dove produce il Miracolo di un santo domenicano, forse san Gonzalo d'Amarante, in seguito a Vienna si orienta decisamente su Alessandro Magnasco nella costruzione distorta e allucinata delle figure, di un espressionismo accentuato e con una struttura anticonvenzionale del dipinto, che ha un andamento zigzagante.
Tra le opere tarde dell'artista sono da ricordare per la loro importanza le Solennità dogali, una serie di dodici tele che ricordano le cerimonie svoltesi nel 1763 in occasione dell'elezione a doge di Alvise IV Mocenigo; i dipinti sono tratti da incisioni del Brustolon, derivate da disegni del Canaletto, ma l'impianto canalettiano si dilata, divenendo un pretesto per inserire una formicolante stesura pittorica: le piccole figure, le macchiette, sono più definite e vitali, meno slabbrate, con un'esaltazione della forma e del colore di segno nuovo.
Il 13 aprile 1764 nasce Giacomo, il secondo figlio di Francesco che termina in quel mese Il ponte di Rialto dalle Fondamenta del Carbon e la Piazza San Marco verso la Chiesa e l'Orologio; il 14 gennaio 1769 nasce il terzo figlio, Giovanni Battista, che muore tre giorni dopo e il 27 gennaio muore anche la moglie Maria Mathea per le complicazioni del parto.
Nelle vedute mature il rapporto con il Canaletto tende ad attenuarsi, come si legge nella Piazzetta, conservato nella Ca' d'Oro di Venezia, che vibra in una stesura nervosa, ancora debitrice del Magnasco. Al 1778 risalirebbe La Santissima Trinità appare ai santi Pietro e Paolo della parrocchiale di Roncegno, di impianto solido, con una stesura pittorica corrusca e un tono severo.

### La tarda attività

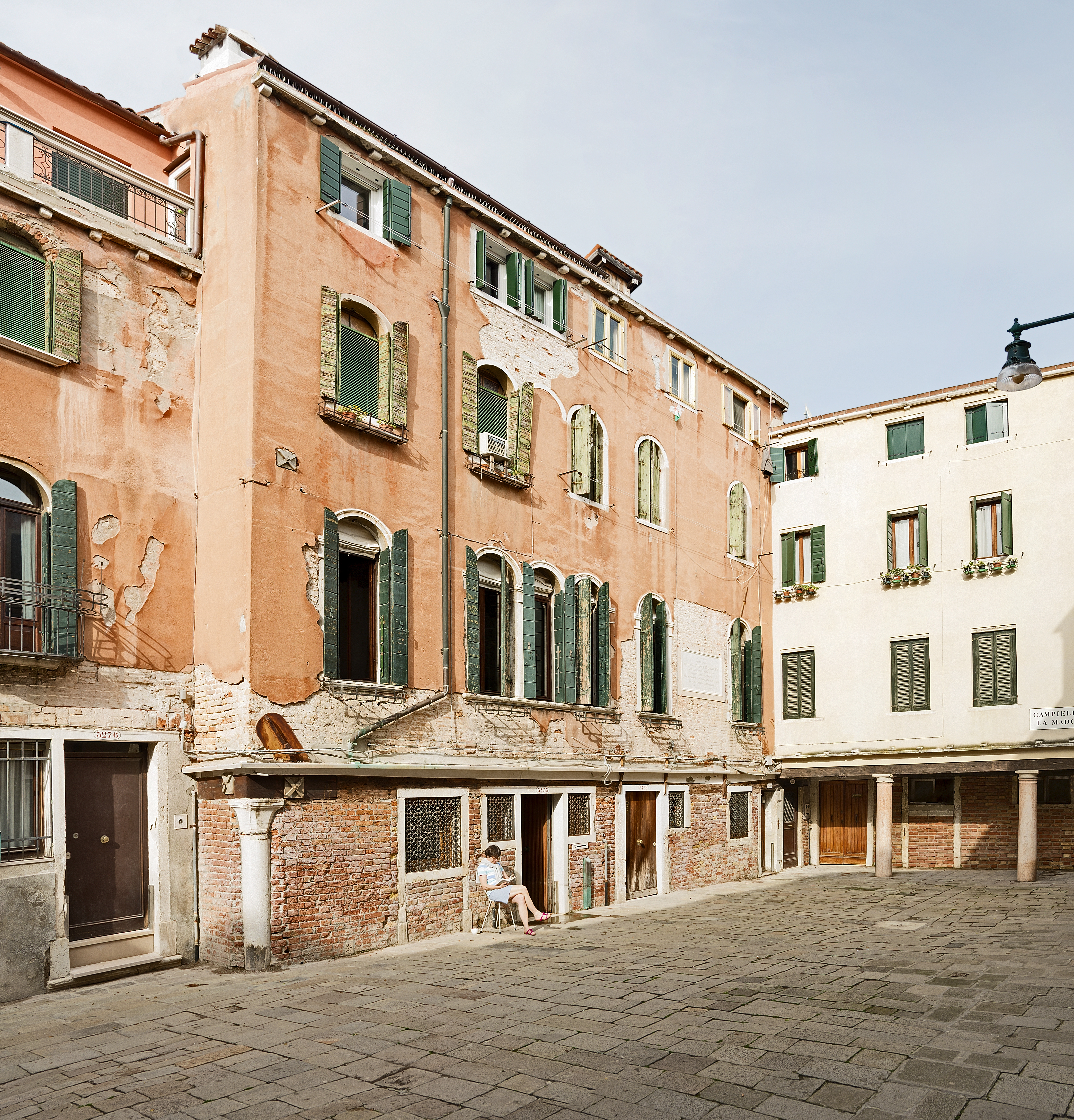
Casa di Guardi a Cannaregio

La sua fase tarda conosce diverse ma coerenti esperienze: nel gennaio 1782 gli arciduchi russi Paolo Petrovic e Maria Teodorovna, chiamati Conti del Nord, visitano Venezia, onorati con festeggiamenti pubblici e Guardi ottiene dal governo veneziano di ricordare l'avvenimento in sei tele - quattro di esse sono andate disperse; nello stesso anno è incaricato, tramite l'ispettore della Belle Arti, Edwards, per 40 zecchini, della commissione di dipingere 4 tele commemorative della visita di papa Pio VI a Venezia, avvenuta in maggio.
Il 15 aprile 1784 una mongolfiera si alza dal bacino di San Marco e il Guardi riprende l'episodio nella sua Ascensione della mongolfiera del conte Zambeccari; il 12 settembre è ammesso all'Accademia di Belle Arti di Venezia, dove nella cerimonia della sua accettazione viene esaltata la sua creatrice fantasia. Nel 1786 muore il fratello Nicolò.
Nel 1788 il doge Alvise Mocenigo autorizza l'editore Gabriele Marchiò a stampare i dipinti del celebre Francesco Guardi.
Il processo di costruzione della forma per via puramente cromatica è evidente in tutte le opere tarde, come nel Concerto di dame di Monaco di Baviera, che raffigura una cantata eseguita il 20 gennaio 1782 da un coro di 80 orfane, dove i ballerini sembrano fiammelle guizzanti sul tono scuro del dipinto; un fantastico luminismo ripetuto nel Rio dei Mendicanti come nella Facciata di palazzo con scalinata dell'Accademia Carrara di Bergamo, fino all'Incendio degli olii a San Marcuola, che rievoca in due tele un dramma realmente avvenuto il 29 dicembre 1789 attraverso animati accenti di cromatismo magico.

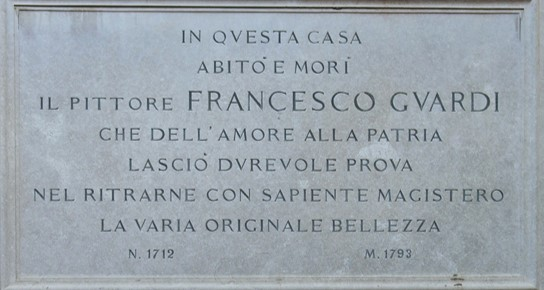
Francesco Guardi, casa a Venezia

Pittore prolifico continua a realizzare capolavori anche in età estrema come la Regata sul Canal Grande davanti a Palazzo Mocenigo della Trezza, vibrante e luminosa ripresa del passaggio delle gondole in gara davanti all'Ambasciata di Francia, datata 1791 e considerata tradizionalmente l'ultima sua opera autografa.
Francesco Guardi muore il primo gennaio 1793 nella sua casa veneziana di Cannaregio, in campiello de la Madonne, dopo un mese di continuo decubito a letto per vomito polmonare, con febbre continua e gonfiore agli arti inferiori e ventre. Giacomo Guardi continua, imitandola, l'attività paterna: nel 1829 venderà tutta la collezione dei disegni suoi e del padre a Teodoro Correr, il fondatore del noto museo veneziano.

## Levedutee icapricci
Alla fine del Seicento inizia, e si sviluppa per tutto il Settecento, il turismo europeo; nobili e borghesi benestanti, soprattutto inglesi e francesi, visitano l'Italia, culla, con la Grecia, della civiltà occidentale, per formarsi o completare la propria educazione, per acquistare opere e oggetti d'arte e d'antiquariato; gli intellettuali, per approfondire o provare l'emozione della diretta visione di quanto hanno studiato sui libri; Venezia, per l'unicità dei suoi ambienti, Firenze, per l'arte rinascimentale, Roma, per l'arte, le chiese e le memorie classiche, Napoli, la città italiana più grande a quel tempo e la Sicilia, per i templi greci e il suo clima mediterraneo, sono le mete d'obbligo del Grand Tour.
Si apre così un nuovo mercato artistico: si vuole un ricordo di ciò che si è visitato ma anche il monumento, che non può essere comprato, può essere rappresentato in pittura, come una veduta di un luogo urbano o di un paesaggio, che può rappresentare topograficamente il luogo visitato ma può essere anche di fantasia, un capriccio, magari arricchito di rovine architettoniche, così tipiche dell'ambiente italiano del tempo. A Venezia si forma un'importante scuola di vedutisti dove emergono Canaletto, Bernardo Bellotto e il nostro Francesco.
"Comincia a dipingere vedute verso il 1750, quando il Canaletto è a Londra: prima capricci alla Marco Ricci, poi riprese dirette di Venezia, ora aperte in orizzonti larghissimi, ora centrate su un sito pittoresco, un andito, un arco, un ponte, una vecchia casa in laguna. Le anima volentieri con folla di macchiette piene di agitazione… gli piace localizzare una situazione emotiva e poi, di colpo, estenderla a tutto lo spazio del quadro. È qui che può mettere in gioco la sua tecnica agilissima; ed è questo il lato più tiepolesco della sua pittura. Da una nota di colore fa scaturire tutta una gamma di toni fitti e salienti che si concludono in una luminosità dilagante, spesso attenuata in delicatissime tonalità di madreperla e tutta percorsa da vibrazioni e da fremiti... Il Guardi non si allontanerà mai dalla sua città. Le emozioni che gli dà un gioco di luce su un vecchio muro o un riflesso del cielo nell'acqua non sono emozioni puramente visive: scendono dirette a ridestare un ricordo e con esso il sentimento del vissuto. Perciò ama i muri cadenti, pieni di rampicanti e di muffe; potrebbe dirsi un pittore di rovine moderne. Il suo, dunque, non è più il paesaggio come veduta esatta, ma il paesaggio come esperienza individuale legata, non meno che al luogo, al tempo e allo stato d'animo. È il preludio al paesaggio romantico" (Argan).
"Sono capricciose persino le sue vedute dei luoghi presi dal vero nelle quali egli, ove può, inserisce elementi estemporanei di fantasia: sicché le sue vedute stesse assumono spesso, per il variare dei colori e il gioco dell'atmosfera, per quei silenzi così misteriosi, un sapore di morbido ed estenuante mistero. Quanto infine ai paesaggi di fantasia e ai capricci, essi ci trasportano di quando in quando sino al limite di un mondo in cui la realtà si trasfigura nel sogno; cioè, per usare un termine moderno, alle soglie del surrealismo. Visioni di incantesimo affiorano talvolta dalla laguna come spettri grondanti malinconia senza fine: sono gli esempi del contrapposto serioso ai capricci nati da un animo scherzevole e felice che assumono in codesto controcanto l'aria presaga di una fragilità delle cose, irremovibile, fatale" (Morassi).
Eduard Huttinger, riprendendo queste ultime considerazioni, le esaspera attribuendo al Guardi sentimenti tardo - romantici del tutto estranei al pittore: "...in Francesco Guardi...Venezia divenne città magica e subì una trasfigurazione suggestiva: poesia contrapposta alla cronaca. Guardi riproduce ciò che è in movimento, la gioia dell'attimo fuggevole: moltitudini di persone che, come larve trasportate dall'istinto e dalla passione, si riversano vacillanti lungo i canali, nelle calli, nei campi e sulle piazze inondati della fluttuante atmosfera che li avvolge. La struttura specifica della sua immaginazione ha reso Guardi capace di svelare una dimensione della città che solo raramente è presente in Canaletto e anche in Bellotto: la Venezia discosta, fuori mano, la "Venezia minore".
Qui, come pure nei Capricci (la parola deriva dalla terminologia vasariana; Cesare Ripa ne formulò la definizione nel 1593: "... si dicono capricci le idee che [...] si manifestano lontane dal modo ordinario"), Guardi lascia trasparire un sentimento che solo in lui è documentato con tale seduzione: la decadenza di Venezia. I suoi "Capricci" visualizzano qualcosa che va al di là di un pittoresco e stupefacente "theatrum mortis" spensierato. Non alternano facoltativamente architetture fantastiche a scenografie: sono "capricci lagunari". Compendiano il carattere vetusto di Venezia, la malinconia della caducità, del marcio e del fatiscente, il senso della corrosione, il morso del tempo e delle intemperie, il lutto e la solitudine, il silenzio morto e il vuoto della laguna, fino a reificare questo complesso di sensazioni in visioni oniriche appagate, ma vibranti di pulsazioni demoniache".

## L'impressionismodel Guardi
"Nel corso di una vecchiaia sapiente e visionaria l'artista, attraverso il sentimento del luogo e del tempo, coglie una Venezia appartata e solitaria, dove mare e cielo tendono a unirsi come condizione spirituale: liberatosi dai fenomeni per cogliere soltanto l'essenza, la sua relazione con la città diviene più intellettiva che sensibile. Egli interpreta la luce di Venezia come luce spaziale. cosicché senza luce non esistono né forme né colori.
Tuttavia il Guardi non può essere considerato anticipatore degli impressionisti: l'impressionismo, prima di essere un mezzo di espressione, è un modo di vedere e di percepire; e il modo di vedere di Francesco si qualifica come naturale, non scientifico: l'oggetto non è reso obiettivamente, ma filtrato dallo spirito che misteriosamente indaga sulla linea dell'orizzonte, quasi come in una impercettibile fusione tra visione dell'occhio e visione sognante della fantasia, in un ritmo contemplativo assai vicino al sentire musicale manifesto nei concerti del contemporaneo Vivaldi... Ne deriva una pittura impalpabile, aerea, fatta di luce avvolgente, sorretta da una tavolozza di inafferrabile e preziosa gamma cromatica. Il paesaggio non esiste più come tema, è pretesto per la ricerca pura di ritmi luminosi, di trasparenze, di pulviscoli argentei cilestrini..." (Rossi Bortolatto)

## Opere
A Francesco Guardi sono attribuite circa 850 opere, fra le quali:
- Nascita della Vergine, olio su tela, Castiglione delle Stiviere (MN), Museo Aloisiano, già nel Collegio delle Vergini di Gesù.
- Annunciazione, olio su tela, Castiglione delle Stiviere (MN), Museo Aloisiano, già nel Collegio delle Vergini di Gesù.
- Apparizione dell'angelo a S. Francesco D'Assisi, 1738, olio su tela, Lunetta, Vigo di Ton (TN), Chiesa S.Maria Assunta
- Santo adorante l'Eucaristia, ca 1740, olio su tela, 87 x 69, Trento, Museo Nazionale
- La Carità, ca 1747, olio su tavola, 160 x 76, Sarasota, Ringling Museum
- La Speranza, ca 1747, olio su tavola, Sarasota, Ringling Museum
- Storie di Tobiolo, 1750 - 1752, 7 tele, Venezia, chiesa dell'Angelo Raffaele, attribuite
- Piazza San Marco, ca 1760, olio su tela, 62 x 96, Bergamo, Accademia Carrara
- Miracolo di un santo domenicano, 1763, olio su tela, 121 x 172, Vienna, Kunsthistorisches Museum
- Il ponte di Rialto dalle Fondamenta del Carbon, 1764, olio su tela, 122 x 205, Pyrfort Court, Collezione Iveagh
- Piazza San Marco verso la Chiesa e l'Orologio, 1764, olio su tela, 122 x 205, Pyrfort Court, Collezione Iveagh
- Capriccio con arco in rovina e porto di mare, ca 1770, olio su tela, 51 x 77,5, Gazzada Schianno, Raccolta museale di Villa Cagnola
- Capriccio con tenda e pescatori, ca 1770, olio su tela, 51 x 77,8, Gazzada Schianno, Raccolta museale di Villa Cagnola
- Capriccio con arco ponte e chiesa, ca 1770, olio su tela, 32,7 x 42,5, Gazzada Schianno, Raccolta museale di Villa Cagnola
- Capriccio con ponte e scorcio lagunare, ca 1770, olio su tela, 33,5 x 45,5, Gazzada Schianno, Raccolta museale di Villa Cagnola
- Arco fantastico con figure umane, ca 1770, olio su tela, 26 x 39, Bergamo, Accademia Carrara
- Capriccio con rudere di architetture e grande vaso, ca 1775, olio su tavola, 19 x 14,7, Gazzada Schianno, Raccolta museale di Villa Cagnola
- Capriccio con ponte edicola e rudere di architrave, ca 1775, olio su tavola, 19 x 14,5, Gazzada Schianno, Raccolta museale di Villa Cagnola
- Serie di sei paliotti, prima metà del XVIII secolo, olio su cuoio lavorato e dorato, Venezia, Chiesa del Cristo Redentore
- La festa dell'Ascensione in piazza San Marco , ca 1775 , olio su tela , Museo Calouste Gulbenkian, Lisbona (61 x 91)
- La Regata vista da Ca' Foscari , ca 1775 , olio su tela , Museo Calouste Gulbenkian, Lisbona (61 x 91)
- La SS Trinità appare ai santi Pietro e Paolo, 1778, olio su tela, 295 x 155, Roncegno, parrocchiale
- Gondola sulla laguna, 1780, olio su tela, 25 x 38, Milano, Museo Poldi Pezzoli
- L'incontro di Pio VI col doge nell'isola di San Giorgio in Alga, 1782, olio su tela, 52 x 68, Milano, Collezione Rossello
- Il pontificale in San Zanipolo, 1782, olio su tela, 52 x 67, Cleveland, Museum of Art
- Il commiato di Pio VI dal doge, 1782, olio su tela, 52 x 69, Cleveland, Museum of Art
- Il palco pontificio in piazza San Zanipolo, 1782, olio su tela, 37 x 31, Washington, National Gallery
- Concerto di dame al Casino dei Filarmonici, 1782, olio su tela, 67 x 90, Monaco di Baviera, Alte Pinakothek
- Sfilata di carri allegorici in piazza San Marco, 1782, olio su tela, 67 x 90, Venezia, Fondazione Cini
- La mongolfiera, 1784, olio su tela, 66 x 51, Berlino, Staatliche Museen
- Il bacino di San Marco verso l'Isola di San Giorgio, ca 1785, olio su tela, 36 x 44, Modena, Galleria Estense
- Incendio al deposito degli oli a San Marcuola, 1790, olio su tela, 41 x 60, Venezia, Gallerie dell'Accademia
- Incendio al deposito degli olii a San Marcuola, 1790, olio su tela, 42 x 62, Monaco di Baviera, Alte Pinakothek
- Capriccio con arco in rovina
- Regata sul Canal Grande davanti all'Ambasciata di Francia-Palazzo Mocenigo della Trezza, 1791, olio su tela, 50 x 60, Collezione Privata
- Capriccio con arco in rovina
- Processione di gondole nel bacino di San Marco